# Sekou Doumbouya
Sekou Oumar Doumbouya (Conakri, 23 de diciembre de 2000) es un baloncestista con doble nacionalidad, guineana y francesa, juega para el Morabanc Andorra de la liga ACB. Con 2,06 metros de estatura, ocupa la posición de alero.

## Primeros años
Doumbouya nació en Conakri, Guinea, pero a la edad de un año se trasladó con su madre, tres hermanos y un primo a Fleury-les-Aubrais, en Francia, mientras su padre, un militar, permaneció en su país. Comenzó jugando al fútbol como delantero, pero debido a su altura se cambió al baloncesto.
Con trece años ya medía 2,03 metros, y a los catorce ingresó en el instituto deportivo INSEP de París, y empezó a formar parte de su equipo afiliado, el Centre Fédéral de Basket-Ball de la NM1, la tercera división francesa. Tras debutar en el equipo, se convirtió en el primer jugador nacido en la década de los 2000 en jugar en una de las tres principales ligas francesas.

## Trayectoria deportiva

### Profesional

#### Francia
El 26 de agosto de 2016, con tan solo 15 años, firmó su primer contrato profesional con el Union Poitiers Basket 86 de la Pro B, la segunda división francesa, En su primera temporada disputó 31 partidos, siete como titular, promediando 6,8 puntos y 3,3 rebotes por partido.
En junio de 2017 firmó una extensión de su contrato por tres temporadas con el Poitiers. en la temporada 2017-18 promedió 8,5 puntos y 4,1 rebotes por partido, siendo elegido mejor jugador joven de la Pro B.
El 25 de junio de 2018 fichó por el Limoges CSP de la Pro A, la primera división francesa, donde en su primera temporada promedió 7,7 puntos y 3,2 rebotes por partido.

#### NBA
Fue elegido en la decimoquinta posición del Draft de la NBA de 2019 por Detroit Pistons.
Tras dos temporadas en Detroit, el 3 de septiembre de 2021 es traspasado, junto a Jahlil Okafor, a Brooklyn Nets a cambio de DeAndre Jordan. Pero el 6 de octubre es traspasado a Houston Rockets y cortado al día siguiente. El 12 de octubre, firma un contrato dual con Los Angeles Lakers que le permite jugar con el filial de la NBA G League los South Bay Lakers. Tras dos partidos con los Lakers, el 16 de noviembre es cortado. Pero el 12 de enero de 2022, regresa a la franquicia angelina, con un contrato dual. Tras no disputar ningún encuentro durante esta segunda etapa, el 1 de marzo es cortado.
El 4 de noviembre de 2022, es incluido en la plantilla de los Delaware Blue Coats de la G League hasta final de temporada.
El 6 de febrero de 2024, firma por el Zunder Palencia de la liga ACB para reforzar los entrenamientos.
El 14 de julio de 2024, el Morabanc Andorra de la Liga Endesa.

## Estadísticas de su carrera en la NBA

### Temporada regular
| Año     | Equipo      | PJ | PT | MPP  | %TC  | %3P  | %TL  | RPP | APP | ROB | TPP | PPP |
| ------- | ----------- | -- | -- | ---- | ---- | ---- | ---- | --- | --- | --- | --- | --- |
| 2019-20 | Detroit     | 38 | 19 | 19.8 | .390 | .286 | .674 | 3.1 | .5  | .5  | .2  | 6.4 |
| 2020-21 | Detroit     | 56 | 11 | 15.5 | .379 | .226 | .703 | 2.6 | .8  | .4  | .2  | 5.1 |
| 2021-22 | L.A. Lakers | 2  | 0  | 8.0  | .625 | .500 | .750 | 3.0 | .0  | 1.5 | 1.0 | 7.0 |
| Total   | Total       | 96 | 30 | 17.1 | .388 | .256 | .693 | 2.8 | .7  | .5  | .2  | 5.6 |